# Michele Aspiete
Michele Aspiete (in greco Μιχαήλ Ἀσπιέτης?; ... – 1177) è stato un generale bizantino, durante il regno di Manuele I Comneno.
Era membro della famiglia Aspiete, di nobili origini armene, Michele Aspiete è molto probabilmente l'Aspiete che Giovanni Cinnamo ricorda essersi distinto nelle guerre contro gli Ungari nel 1167. Niceta Coniata lo ricorda poi attivo nel 1176, all'indomani della sconfitta bizantina nella Battaglia di Miriocefalo, quando insieme a Giovanni Comneno Vataze condusse una campagna contro i turchi selgiuchidi che razziavano la valle del fiume Meandro. Nella Battaglia di Hyelion e Leimocheir l'esercito selgiuchide fu annientato in un'imboscata. Durante la battaglia un turco ferì il cavallo di Aspiete e l'animale, preso dal panico, si sollevò sulle zampe posteriori. Il generale fu gettato nel fiume Meandro, dove annegò.